# Fre:ac
fre:ac ist eine CD-Ripper-Software zum Rippen und Konvertieren von Audiosignalen. Es ist unter der GPLv2 lizenziert und stellt damit eine freie Alternative zu bekannten Adware-Programmen wie dem Audiograbber dar. fre:ac ist zudem weitgehend Plattform unabhängig.

## Geschichte
fre:ac wurde 2001 unter dem Namen BonkEnc von Robert Kausch veröffentlicht, da es primär für das Erstellen von Audiodateien im verlustfreien  Bonk-Format gedacht war.
Die erste stabile Programmversion 1.0 erschien am 21. Februar 2007. BonkEnc wurde mit dem Release der Version 1.0.17 am 14. November 2010 in fre:ac umbenannt.

## Unterstützung
Unterstützt werden unter anderem die Audioformate WMA, Ogg Vorbis, Opus, MP3, MP4 als Containerformat, AAC, WAV und die verlustfrei komprimierenden Audioformate flac und Apple Lossless um die wichtigsten zu nennen. Seit Version 1.1.5 unterstützt fre:ac AccurateRip beim Rippen von CDs.

## Auszeichnungen
Im Oktober 2015 gewann fre:ac die SourceForge-Auszeichnung Community Choice Project of the Month, sowie im Mai 2018 den Staff Pick Project of the Month.